# 六和証券
六和証券株式会社（ろくわしょうけん）は、京都府京都市中京区に本社を置いていた証券会社である。
京都市内及び舞鶴市などの府北部を営業エリアとする地場証券会社であったが、2017年1月1日、レセプト債に関する事業を除き西村証券へ事業譲渡した。

## 沿革
- 1944年（昭和19年）9月 - 創業。
- 2016年（平成28年）2月 - レセプト債販売をめぐり、近畿財務局から行政処分を受ける[1]。
- 2017年（平成29年）1月 - レセプト債に関する事業を除く金融商品取引業を西村証券へ譲渡[2]。

## 事業所
- 本店（京都市中京区東洞院通二条下ル）
- 舞鶴営業所（舞鶴市敷島通六条東入る）
- 綾部営業所（綾部市本町6丁目40-2）